# Myllaena insipiens
Myllaena insipiens är en skalbaggsart som beskrevs av Thomas Casey 1911. Myllaena insipiens ingår i släktet Myllaena och familjen kortvingar. Inga underarter finns listade i Catalogue of Life.